# Doris Achelwilm

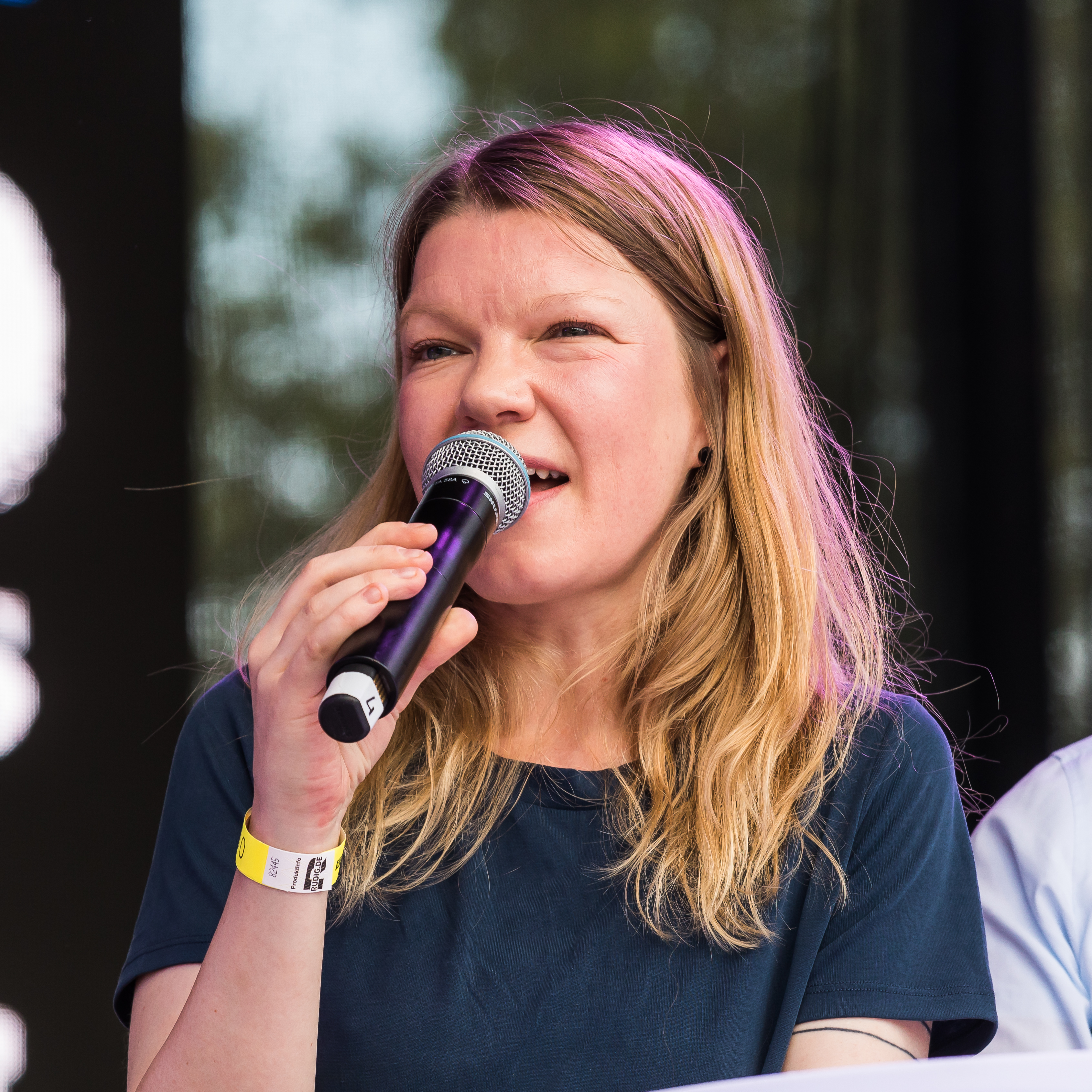
Doris Achelwilm parle à la 2019.

Doris Maria Achelwilm est une femme politique allemande (Die Linke) née le 30 novembre 1976 à Thuine. De 2013 à 2017, Achelwilm est présidente (« porte-parole du Land ») de la fédération de la gauche du Land de Brême (de). Depuis 2025, elle est à nouveau membre du Bundestag, dont elle a déjà fait partie de 2017 à 2021.

## Biographie

### Éducation et profession
Doris Achelwilm naît en 1976 à Thuine (district d'Emsland) et grandit à Fürstenau. Après son baccalauréat obtenu à Leoninum, elle étudie la linguistique allemande, la politique et l'histoire à l'université Leibniz de Hanovre. Elle travaille pendant quelque temps comme journaliste culturelle et musicale et est depuis novembre 2007 porte-parole du de la section Die Linke de Brême. De 2012 à 2020, Achelwilm est membre du conseil de la radio et de la télévision (de) de Radio Bremen.

### Engagement politique
Achelwilm est membre du parti Die Linke et s'engage pour le parti depuis plusieurs années. Entre 2009 et 2011, elle occupe le poste de porte-parole de l'arrondissement de Brême Centre-Est avant de rejoindre le comité directeur de la fédération du Land de Brême en novembre 2011. Lors du congrès du parti Die Linke à Bremen en novembre 2013, les membres élisent Achelwilm comme co-présidente (« porte-parole du Land »), poste qu'elle occupe jusqu'en 2017,. Elle appartient à l'aile de la Gauche émancipatrice (de).
Achelwilm est également membre de ver.di et de l'association des sans-emploi de Brême. Elle se décrit comme une « parcelliste active » dans un jardin familial de Findorff (de).

### Au Bundestag
En février 2017, le congrès du parti de gauche de Brême élit Achelwilm à la première place de la liste du Land (de) pour les élections fédérales de 2017, l'emportant ainsi sur Birgit Menz (de), qui avait siégé au Bundestag entre 2015 et 2017. Lors de la campagne électorale, Achelwilm a mis l'accent sur des thèmes de politique sociale et a critiqué la politique du gouvernement fédéral concernant Hartz IV, les mini-jobs et le travail intérimaire. Lors des élections fédérales de 2017, Achelwilm est élue dans la dix-neuvième législature du Bundestag sur la liste du Land. Achelwilm y est alors porte-parole du groupe parlementaire Die Linke pour l'égalité, la politique médiatique et la politique queer. Elle est également membre titulaire de la commission de la famille, des personnes âgées, des femmes et de la jeunesse (de) et membre suppléante de la commission de la culture et des médias (de).
Pendant les élections fédérales allemandes de 2021, elle se présente en première position sur la liste régionale de son parti à Brême et en tant que candidate directe dans la circonscription électorale de Brême II - Bremerhaven (de), où elle obtient la cinquième place avec 7,44 % des premières voix (de). Elle ne réussit pas à entrer à nouveau au Bundestag.
Lors des élections fédérales allemandes de 2025, elle se présente comme candidate directe dans la circonscription de Brême I (de) et se présente à nouveau en première position sur la liste de gauche du Land de Brême. Dans sa circonscription, elle obtient 13,4 % des premières voix, mais réussit à obtenir un mandat sur la liste nationale de son parti et à revenir au Bundestag allemand.